# Спінодальний розпад

Ілюстрація спінодального розпаду розв'язком рівняння Кана-Гільярда

Спінодальний розпад — механізм фазового переходу від однорідної фази до фаз із розділеними компонентами. На відміну від нуклеації спінодальний розпад відбувається в усьому об'ємі речовини.
Спінодальний розпад відбувається в області фазової діаграми обмеженій спінодаллю, тобто там, де немає термодинамічного бар'єру для розділення фаз і будь-яка флуктуація викликає фазовий перехід. Спінодальний розпад виникає тоді, коли термодинамічну систему, наприклад сплав, швидко перевести, наприклад, охолодженням, із області фазової діаграми, де термодинамічно вигідна однорідна фаза, в область за спінодаллю, минаючи проміжок між біноналлю та спінодаллю. В результаті флуктуації складу будуть підсилюватися різним чином в залежності від їхнього характерного розміру. Спочатку виникає дрібнодисперсна структура, яка еволюціонує з утворенням більших, складно-переплетених неоднорідностей. Можлива поява загалом невластивих для стану термодинамічної рівноваги складних дисипативних структур, наприклад, періодичних.